# Petizione del ramo d'olivo
La Olive Branch Petition (in italiano Petizione del ramo d'olivo) fu una petizione adottata dal Secondo congresso continentale il 5 luglio 1775 e firmata l'8 luglio in un ultimo tentativo di evitare la guerra tra la Gran Bretagna e le Tredici Colonie d'America. Il Congresso aveva già autorizzato l'invasione del Canada più di una settimana prima, ma la petizione affermava la lealtà americana alla Gran Bretagna e implorava Re Giorgio III di impedire ulteriori conflitti. Tuttavia, fu seguita dalla dichiarazione delle cause e della necessità di prendere le armi del 6 luglio, che ne rese improbabile il successo a Londra. Nell'agosto del 1775, le colonie vennero formalmente dichiarate in rivolta dal Proclama di Ribellione, e la petizione fu respinta dal governo britannico; Re Giorgio si rifiutò di leggerla prima di dichiarare i coloni traditori.

## Antefatti
Il Secondo Congresso Continentale si riunì nel maggio del 1775 e la maggior parte dei delegati seguì John Dickinson nel suo tentativo di riconciliazione con Re Giorgio III. Tuttavia, un gruppo di delegati piuttosto ristretto, guidato da John Adams, credeva che la guerra fosse inevitabile e decise che la linea d'azione più saggia fosse restare in silenzio e attendere il momento opportuno per radunare il popolo. Questo permise a Dickinson e ai suoi seguaci di perseguire la loro strada per la riconciliazione.
Dickinson fu l'autore principale della petizione, sebbene anche Benjamin Franklin, John Jay, John Rutledge e Thomas Johnson facessero parte del comitato di redazione. Dickinson sostenne che le colonie non desideravano l'indipendenza, ma regolamenti commerciali e fiscali più equi. Chiese al Re di stabilire un accordo duraturo tra la Madrepatria e le colonie "su basi così solide da perpetuarne i benefici, ininterrotti da future dissidenze, alle generazioni future di entrambi i Paesi", a partire dall'abrogazione delle Leggi intollerabili. Il paragrafo introduttivo della lettera menzionava dodici delle tredici colonie, tutte tranne la Georgia. La lettera fu approvata il 5 luglio e firmata da John Hancock, Presidente del Secondo Congresso, e dai rappresentanti delle dodici colonie nominate. Fu inviata a Londra l'8 luglio 1775, affidata a Richard Penn e Arthur Lee, ed è ora conservata negli Archivi Nazionali. Dickinson sperava che la notizia delle battaglie di Lexington e Concord, insieme alle "umili petizioni", persuadesse il Re a rispondere con una controproposta o ad aprire i negoziati.

## Reazioni
Adams scrisse ad un amico che la petizione non avesse alcun scopo, che la guerra fosse inevitabile e che le colonie avrebbero già dovuto creare una marina e prendere prigionieri i funzionari britannici. La lettera fu intercettata dagli ufficiali britannici e la notizia del suo contenuto arrivò in Gran Bretagna all'incirca nello stesso momento della petizione stessa. I sostenitori britannici di una risposta militare usarono la lettera di Adams per affermare che la petizione stessa non fosse sincera.
Penn e Lee consegnarono una copia della petizione al segretario coloniale Lord Dartmouth il 21 agosto, seguita dall'originale il 1 settembre. Il 2 settembre riferirono:
Il re aveva già emanato il Proclama di Ribellione il 23 agosto in risposta alla notizia della battaglia di Bunker Hill, dichiarando le colonie americane in stato di ribellione e ordinando
Le ostilità previste da Adams minarono la petizione, e il re vi aveva già risposto prima ancora che la ricevesse.

## Conseguenze
Il rifiuto del Re di prendere in considerazione la petizione diede ad Adams e ad altri l'opportunità di spingere per l'indipendenza, vedendo il Re come intransigente e disinteressato a risolvere le lamentele dei coloni. Questo fatto polarizzò la questione nella mente di molti coloni, che si resero conto che la scelta da quel momento in poi era tra la completa indipendenza e la completa sottomissione al dominio britannico. Questa presa di coscienza si cristallizzò pochi mesi dopo nel pamphlet di grande successo di Thomas Paine, Common Sense.